# Las Peñas, Michoacán de Ocampo
Las Peñas är en ort i Mexiko.   Den ligger i kommunen Lázaro Cárdenas och delstaten Michoacán de Ocampo, i den södra delen av landet, 400 km väster om huvudstaden Mexico City. Las Peñas ligger 14 meter över havet och antalet invånare är 206.
Terrängen runt Las Peñas är varierad. Havet är nära Las Peñas åt sydväst.  Närmaste större samhälle är Chuquiapan, 11,5 km väster om Las Peñas.